# Wahonobudiwnyk Krzemieńczuk
Wahonobudiwnyk Krzemieńczuk (ukr. Футбольний клуб «Вагонобудівник» Кременчук, Futbolnyj Kłub "Wahonobudiwnyk" Kremenczuk) – ukraiński klub piłkarski z siedzibą w Krzemieńczuku w obwodzie połtawskim.

## Historia
Chronologia nazw:
- 1950—1968: Awanhard Krzemieńczuk (ukr. «Авангард» Кременчук)
- 1969—...: Wahonobudiwnyk Krzemieńczuk (ukr. «Вагонобудівник» Кременчук)

Drużyna piłkarska Awanhard Krzemieńczuk została założona w mieście Krzemieńczuk w 1950 roku i reprezentowała miejscowy Kriukowski Wagonobudowniczy Zakład. Zespół występował w rozgrywkach mistrzostw i Pucharu obwodu połtawskiego i był jednym z najlepszych klubów, zdobywając lokalne sukcesy. W 1969 klub przyjął nazwę Wahonobudiwnyk Krzemieńczuk.
Od początku rozgrywek w niezależnej Ukrainie klub występował w rozgrywkach Mistrzostw Ukrainy spośród zespołów kultury fizycznej. W sezonie 1992/93 zajął trzecie miejsce w 4 grupie, a w następnym drugie, co pozwoliło w sezonie 1994/95 debiutować w Trzeciej Lidze. Zajął 14 miejsce i od następnego sezonu w wyniku reorganizacji systemu lig miał występować w Drugiej Lidze. Zrezygnował jednak z dalszych występów na szczeblu profesjonalnym. Potem występował w rozgrywkach mistrzostw i Pucharu obwodu połtawskiego.

## Sukcesy
- Tretia Liha:

14 miejsce: 1994/95
- Puchar Ukrainy:

1/128 finału: 1994/95, 1995/96
- mistrzostwo obwodu połtawskiego:

mistrz: 1955, 1965, 1970
- Puchar obwodu połtawskiego:

zdobywca (7x): 1961, 1962, 1963, 1964, 1965, 1967, 1994